# Robert Jahrling
Robert „Rob“ Jahrling (* 14. Februar 1974 in Ost-Berlin) ist ein ehemaliger australischer Ruderer und olympischer Medaillengewinner.

## Sportliche Karriere
Robert Jahrling ist der Sohn der Ruder-Olympiasieger Marina Wilke und Harald Jährling aus der DDR. Jahrling kam mit seinen Eltern nach Australien, als sein Vater 1991 Sportdirektor des australischen Ruderverbands wurde.
Jahrling startete für den Sydney Rowing Club. Ab 1993 gehörte der Zweimetermann zur australischen Nationalmannschaft. Von 1993 an belegte Jahrling bei drei aufeinander folgenden Weltmeisterschaften den fünften Platz: 1993 im Vierer mit Steuermann, 1994 im Vierer ohne Steuermann und 1995 im Achter. Bei den Olympischen Spielen 1996 in Atlanta belegte der australische Achter mit Jahrling den sechsten Platz. 
1997 belegte Jahrling im Zweier ohne Steuermann den achten Platz bei den Weltmeisterschaften. Nach einem Jahr ohne internationalen Start kehrte Jahrling 1999 in den Achter zurück, mit dem er den siebten Platz bei den Weltmeisterschaften belegte. 2000 erreichte der australische Achter bei den Weltcup-Regatten in Wien und Luzern jeweils den zweiten Platz hinter den Briten. Auch vor heimischem Publikum bei den Olympischen Spielen in Sydney konnten die Australier die Briten nicht bezwingen, mit acht Zehntelsekunden Rückstand erhielten die Australier die Silbermedaille.
Nach einem Jahr Pause startete Robert Jahrling bei den Weltmeisterschaften 2002 im Zweier mit Steuermann und im Vierer mit Steuermann; während er mit dem Vierer im Hoffnungslauf ausschied, gewann er im Zweier mit Tom Laurich und Steuermann Michael Toon die Bronzemedaille. Bei den Olympischen Spielen 2004 ruderte Jahrling im Vierer ohne Steuermann. Zusammen mit Dave McGowan, Tom Laurich und David Dennis belegte Jahrling im letzten großen Rennen seiner Karriere den vierten Platz.  